# Joaquim Peris de Vargas
Joaquim Peris de Vargas est un dirigeant de football, 12e président du FC Barcelone du 29 septembre 1914  au 29 juin 1915.